# USS Mobile (LKA-115)
Pour les autres navires du même nom, voir USS Mobile.
L'USS Mobile (AKA-115/LKA-115) était un amphibious cargo ship nommé ainsi d'après la ville de Mobile, Alabama. Il fut le quatrième navire américain à porter ce nom. Il sillonna les flots pendant 24 ans et 4 mois. Les navires LKAs sont connus pour être les seuls navires de la "Gator Navy" (force amphibie américaine) à posséder un fond plat.[réf. nécessaire] Ils jetaient l'ancre à plusieurs centaines de mètres au large et utilisaient leurs Mike 8 (LCM-8) et Mike 6 (LCM-6) pour transporter les Marines et leurs équipements.

## Histoire
Le nom a été attribué le 6 novembre 1967 et le navire fut commandé au Newport News Shipbuilding and Dry Dock Co., à Newport News, en Virginie, le 15 janvier 1968, sous le matricule AKA-115. Lors de son entrée dans le DANFS il était inscrit comme "en cours de construction", devant être terminé au printemps 1969.
Le Mobile a été largement impliqué dans la Guerre du Vietnam.
En avril 1975, Mobile participa, avec le Durham notamment, à l'Opération Frequent Wind, (l'évacuation des civils de Saigon), au Vietnam.
Mobile a pris part à la WestPac 84 et a été impliqué dans de nombreuses opérations. Durant la Guerre du Golfe, Mobile voguait parmi une flotte grande de 18 bâtiments amphibious, la plus large depuis la Guerre de Corée. La flotte arriva en mer d'Arabie le 12 janvier 1991.
Le navire a été retiré du service le 4 février 1994, à Long Beach, CA. Il est amarré à la Naval Inactive Ship Maintenance Facility à Philadelphie, PA.
Mobile remporta 15 récompenses et rubans pour ses services au sein de l'armée.

## Références

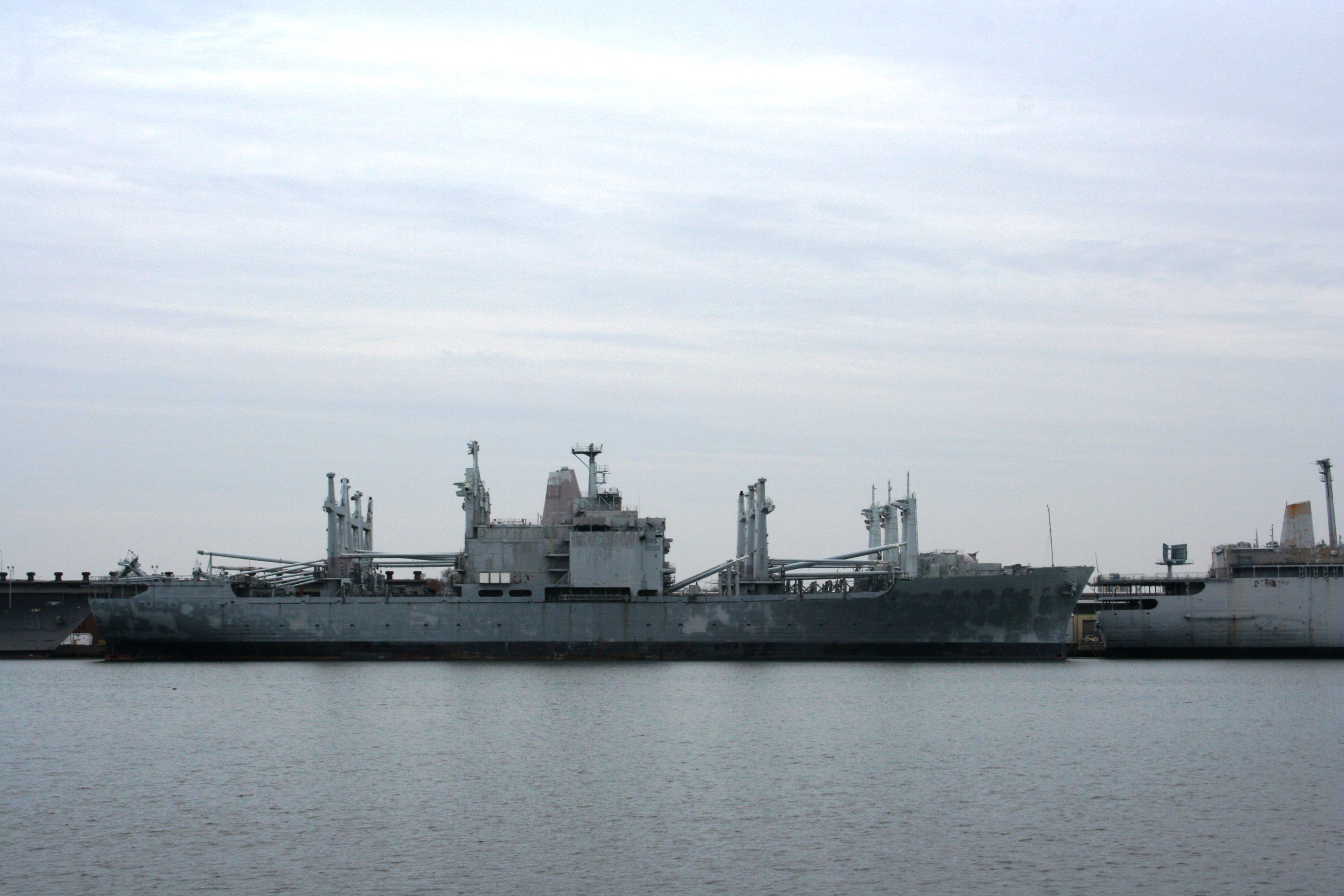
L'USS Mobile remisé, au Philadelphie NISMF, en janvier 2008.